# 贝林根
贝林根是德国莱茵兰-普法尔茨州的一个市镇。总面积4.29平方公里，总人口582人，其中男性294人，女性288人（2011年12月31日），人口密度136人/平方公里。